# گئورگی تر-قازاریانتس
گئورگی آرتاشسی تر-قازاریانتس (ارمنی: Գեորգի Արտաշեսի Տեր-Ղազարյան؛  زادهٔ ۱۰ مارس ۱۹۲۳) دیپلمات، سیاستمدار و فرد نظامی اهل ارمنستان بود.

## زندگی‌نامه
وی در ۱۰ مارس ۱۹۲۳ در باکو به دنیا آمد و از آکادمی نظامی-سیاسی لنین (۱۹۵۰) فارغ‌التحصیل گشت. همچنین برندهٔ جوایزی همچون نشان انقلاب اکتبر، نشان جنگ میهنی (درجه یک) (۱۹۸۵)، نشان پرچم سرخ کار، نشان برجسته افتخار (۱۹۶۰)، مدال شجاعت (۱۹۴۲)، مدال به مناسبت یکصدمین سالگرد تولد ولادیمیر ایلیچ لنین، مدال دفاع از قفقاز (۱۹۴۴)، مدال به خاطر پیروزی مقابل آلمان در جنگ بزرگ میهنی (۱۹۴۵)، مدال بیستمین سال پیروزی در جنگ بزرگ میهنی (۱۹۴۵–۱۹۴۱) و مدال مخیتار گش (۲۰۱۱) شده است. وی در ۳۱ دسامبر ۲۰۲۳ در سن ۱۰۰ سالگی در مسکو درگذشت.